# Saint-André-lez-Lille
Saint-André-lez-Lille (niederländisch Sint Andries bij Rijssel), lokal knapp als Saint-André bezeichnet, ist eine französische Gemeinde mit 12.909 Einwohnern (Stand 1. Januar 2022) im Département Nord in der  Region Nord-Pas-de-Calais. Sie gehört zum Arrondissement Lille und zum Kanton Lille-Ouest.

## Geographie
Die Gemeinde Saint-André-lez-Lille liegt an der kanalisierten Deûle, vier Kilometer nördlich der Innenstadt von Lille und neun Kilometer südöstlich der Grenze zu Belgien. Saint-André-lez-Lille ist mit mehreren umliegenden Orten in der Métropole Européenne de Lille zu einem dicht besiedelten Ballungsraum zusammengewachsen.

### Angrenzende Gemeinden
| Verlinghem | Wambrechies                                 | Marquette-lez-Lille |
| Lambersart | Kompassrose, die auf Nachbargemeinden zeigt | La Madeleine        |
| Lambersart | Lille                                       | Lille               |

## Geschichte
Während des Baus der Eisenbahnstrecke Lille–Dünkirchen wurden im 19. Jahrhundert eine Steinaxt und Töpfereifragmente im Gebiet von Saint-André gefunden. Diese Spuren der Vergangenheit bestätigen die Ansiedlung von Galliern im heutigen Gemeindegebiet. Das Wasser des Unterlaufs der Deûle und anderer Flüsse der Region wirkten anziehend auf die Gallier, weil ihnen dadurch Fischfang und Jagd möglich waren. Später, während die Region zum Frankenreich gehörte, organisierten sich die ersten Bewohner der Gegend in kleinen Gemeinschaften zum Zweck der Rodung und der Urbarmachung des Landes.
Nach und nach bevölkerte sich das Gebiet, Brücken wurden über die Flüsse gebaut und ein erstes Schloss entstand auf einer Insel (altfranzösisch L’Isle) der Deûle, was sich, auch sprachlich, zum späteren „Lille“ entwickelte. Der Reichtum des Landes, verbunden mit dem Fleiß der Einheimischen, führte zur Entwicklung eines Handelsplatzes, der nicht mehr aufhörte, zu prosperieren.

## Wappen
| Wappen von Saint-André-lez-Lille | Blasonierung: « Coupé, en chef: de gueules à la porte de l’abbaye de Marquette d’or, et en pointe: d’azur aux trois manteaux d’hermine soutenus chacun par une épée en pal rangées en fasce. » (deutsch: „Das Wappen von Saint-André ist quergeteilt. Oben auf rotem Hintergrund in Gold die Pforte der Abtei von Marquette (Nachbarort) und unten auf blauem Hintergrund drei Hermelinmäntel, die jeweils durch ein vertikal angeordnetes Schwert veredelt werden“) |
| Wappen von Saint-André-lez-Lille | |

|                                  | früheres Wappen (mit Krone) |
| Wappen von Saint-André-lez-Lille | [ 3 ]                       |
| Wappen von Saint-André-lez-Lille |                             |

## Bevölkerungsentwicklung
| Jahr      | 1962   | 1968   | 1975   | 1982   | 1990   | 1999   | 2011   | 2021   |
| --------- | ------ | ------ | ------ | ------ | ------ | ------ | ------ | ------ |
| Einwohner | 10.070 | 11.757 | 12.443 | 10.821 | 10.098 | 10.113 | 11.524 | 12.942 |

## Sehenswürdigkeiten
- Pavillon Louis XVI in der Rue Vauban aus dem 18. Jahrhundert, Monument historique[4]

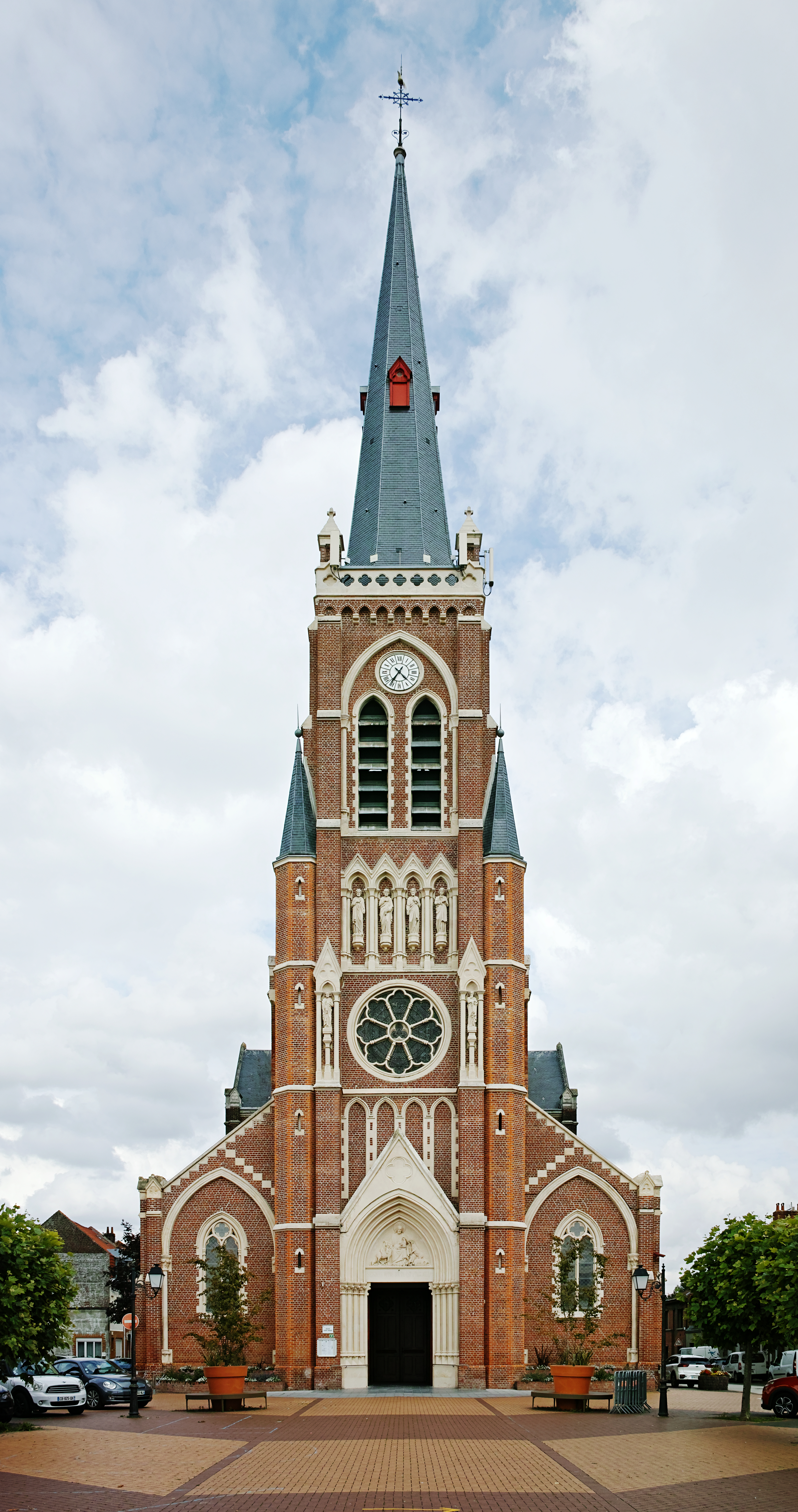
Kirche Saint-André
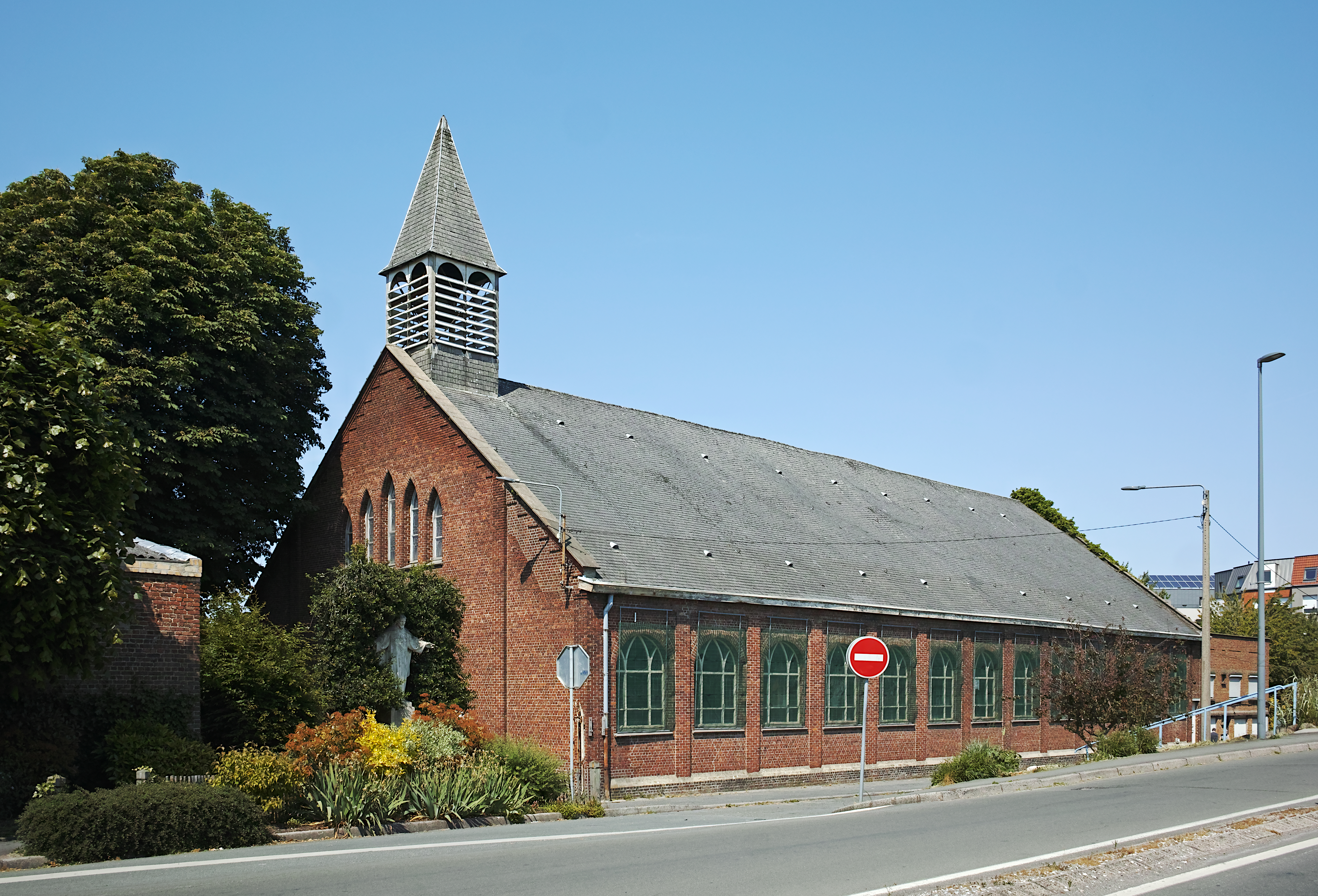
Kirche Saint-Camille
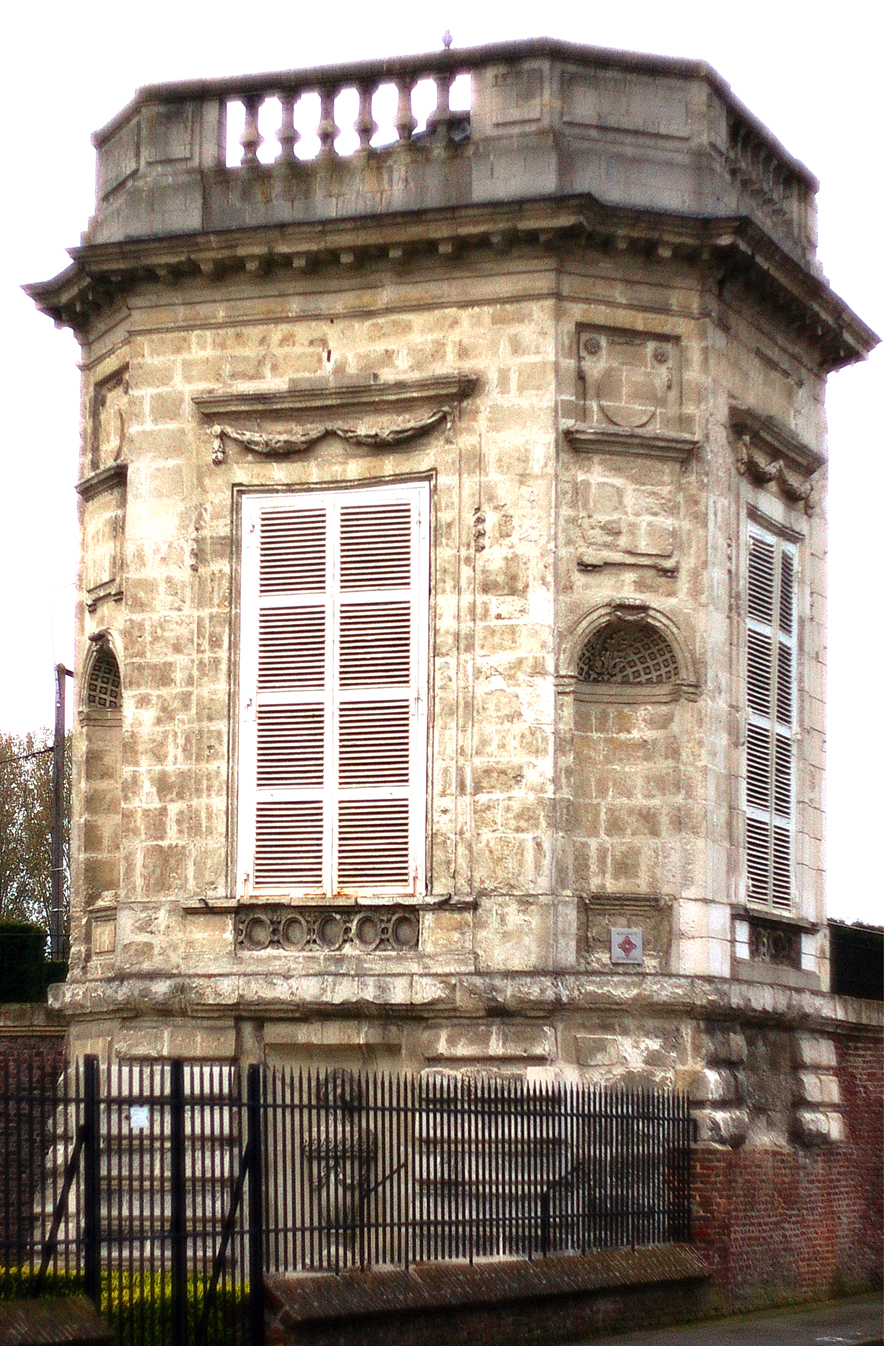
Pavillon Ludwigs XVI.
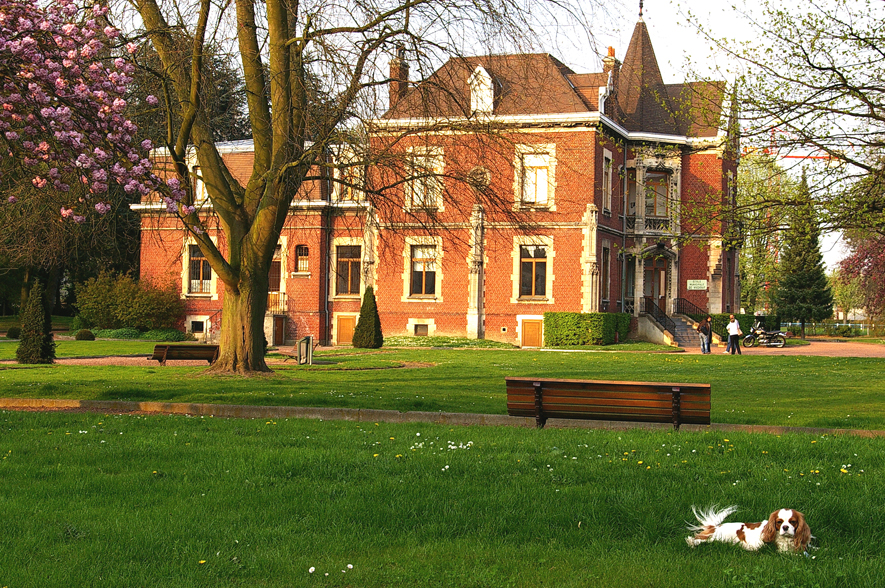
Park der Musikschule
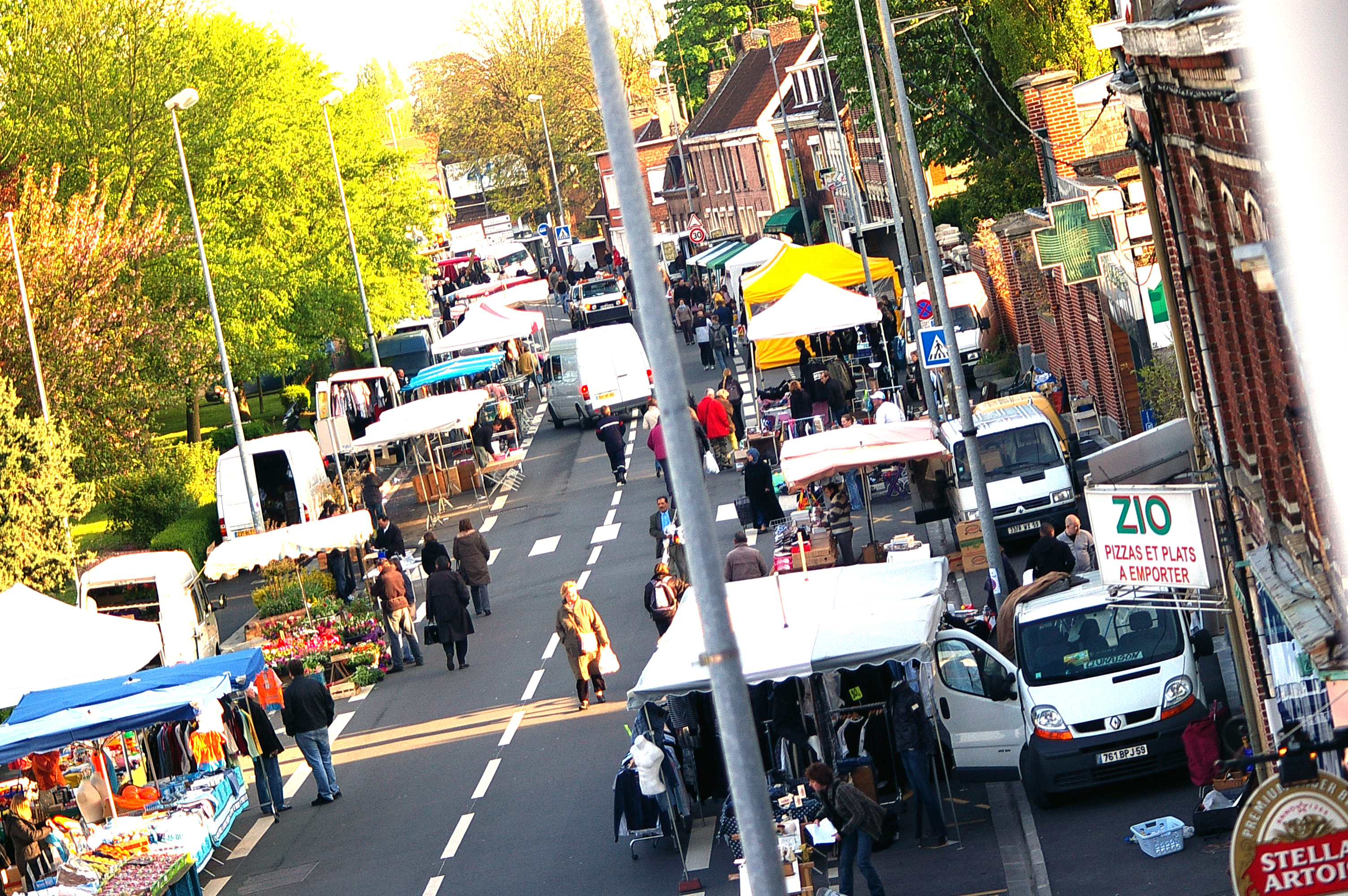
Trödelmarkt Braderie du Muguet
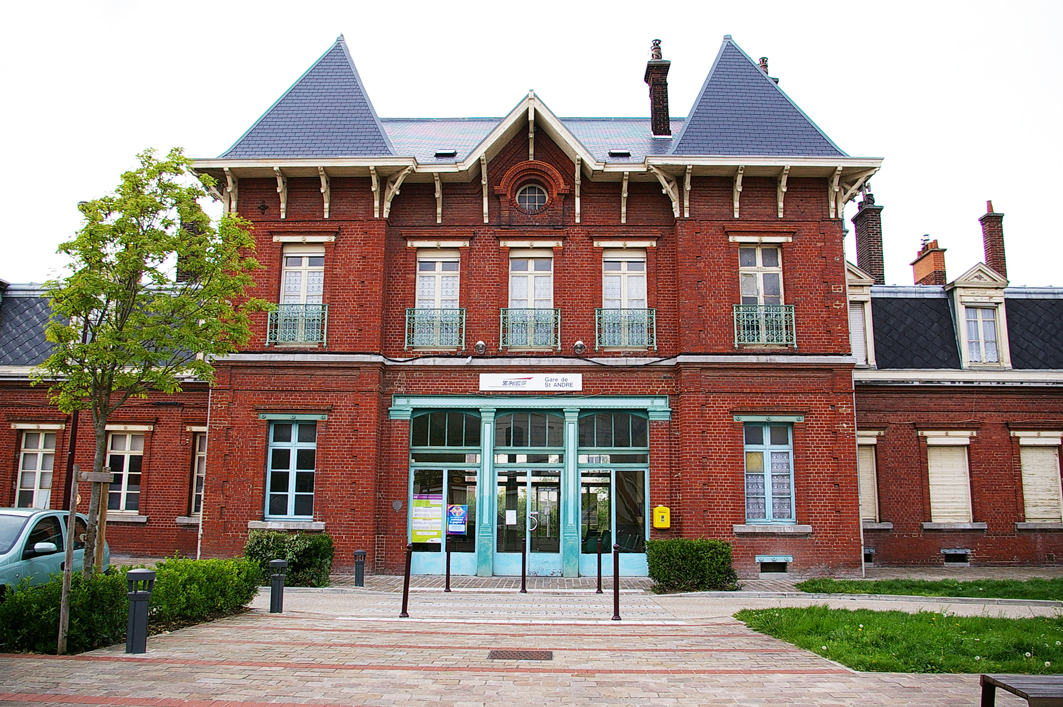
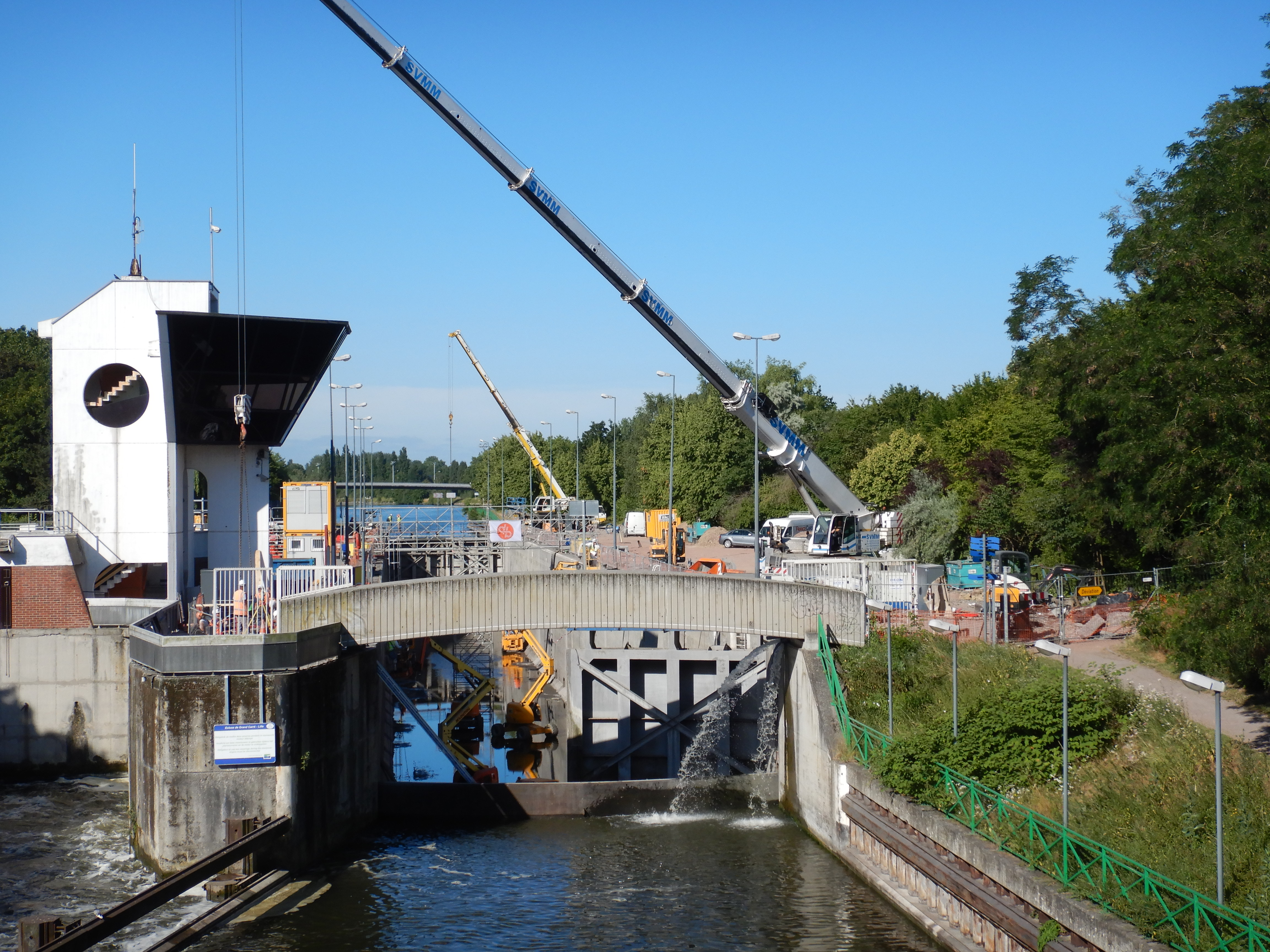
Schleuse am Grand Carré der kanalisierten Deûle

- Kirche Saint-André
- Kirche Saint-Camille
- Pavillon Ludwigs XVI.
- Park der Musikschule
- Trödelmarkt Braderie du Muguet
- Schleuse am Grand Carré der kanalisierten Deûle

## Städtepartnerschaften
Es bestehen Städtepartnerschaften mit
- Dormagen (Deutschland)[5]
- Wieliczka (Polen)

## Religion
Das Mutterhaus des Nonnenordens der Bernhardinerinnen von Esquermes, eines Zweigs der Zisterzienserinnen, befindet sich in Saint-André-lez-Lille. Insgesamt leben mehr als 40 Ordensschwestern im Kloster Notre-Dame de la Plaine, das auch einen Kindergarten und eine Grundschule beherbergt.

## Persönlichkeiten
- Pierre Werner (1913–2002), luxemburgischer und europäischer Staatsmann, einer der Väter der Gemeinschaftswährung Euro, war aus Saint-André gebürtig.